# Muckaty Station
Muckaty Station, également connue sous le nom de Warlmanpa, est une zone de propriété aborigène s'étendant sur 2 380 km2 dans le Territoire du Nord de l'Australie, à 110 km au nord de Tennant Creek et à environ 800 km au sud de Darwin.
À l'origine propriété traditionnelle des autochtones d'Australie, la zone est à la fin du XIXe siècle concédée au titre d'un bail pastoral. La zone est utilisée pendant de nombreuses années comme station pour l'élevage de bétail. Elle est traversée par la Stuart Highway, construite dans les années 1940 le long du tracé de la voie de service de la ligne télégraphique transaustralienne. Elle est également traversée par le gazoduc Amadeus (en), construit au milieu des années 1980 et par la ligne de chemin de fer Adélaïde - Darwin, achevée début 2004. Muckaty Station est restituée à ses propriétaires autochtones en 1999.
La zone comprend des crêtes pierreuses semi-arides, des cuvettes argileuses et un plateau pierreux et connaît un climat subtropical, avec une saison humide s'étirant de janvier et mars. La formation végétale est majoritairement composée d'une fruticée, comprenant des prairies de spinifex. La faune est typique des environnements semi-désertiques australiens et comprend le Kangourou roux, le Wallaroo, l'Onychogale du Nord et la souris Notomys alexis.
En 2007, l'installation d'un site de stockage et de d'élimination des déchets radioactifs de faible et moyenne activité à Muckaty Station est à l'étude. Les populations autochtones de Muckaty Station, dépositaires du savoir ancestral, sont divisés sur la proposition, qui se heurte également à l'opposition des organisations environnementales et du gouvernement du Territoire du Nord. Le projet est finalement abandonné après une action devant la Cour fédérale d’Australie en 2014.

## Situation géographique
Muckaty Station a une superficie de 2 380 km2 et se trouve à 110 kilomètres au nord de Tennant Creek, dans le Territoire du Nord, en Australie. La zone comprend une ferme située à 8 km à l'ouest de la Stuart Highway et 60 km à l'est de la voie ferrée. La propriété est dotée de plusieurs enclos à bétail, d'une piste d'atterrissage pour petits avions et de logements pour les travailleurs. Elle est adjacente à Banka Banka Station à l'est et à Powell Creek Station au nord.

## Histoire

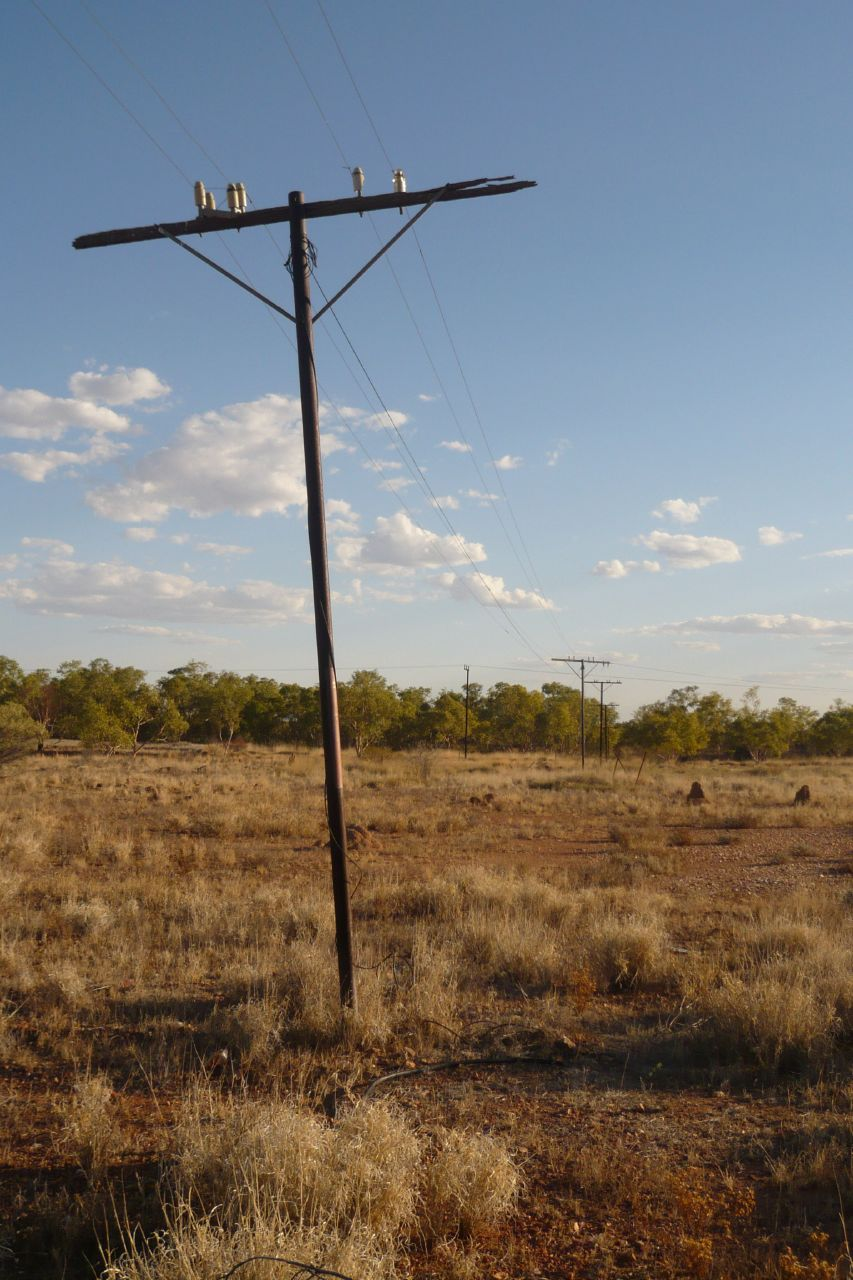
Poteaux de la ligne télégraphique transaustralienne près de Muckaty Station.

Des Aborigènes australiens vivent dans certaines régions du Territoire du Nord depuis environ 40 000 ans. Les chiffres des colonies pré-européennes ne sont pas connus avec précision, bien que la population autochtone du Territoire du Nord à l'époque soit estimée à « plus de 10 000 personnes ». La zone est connue sous le nom de Muckaty Station, mais souvent simplement appelée « Muckaty », bien que l'origine de ce nom et de ses variantes proches, telles que « Mucketty » soit inconnue. Elle est sous la responsabilité de sept clans de propriétaires autochtones traditionnels : Milwayi, Ngapa, Ngarrka, Wirntiku, Kurrakurraja, Walanypirri et Yapayapa. Le lieu est également connu sous son nom autochtone, Warlmanpa, qui est aussi celui d’une langue locale.
Bien qu'il y ait plusieurs tentatives infructueuses de la part des autorités britanniques ou coloniales pour s'installer dans le Territoire du Nord, aucune présence européenne permanente n'est recensée jusqu'à ce que l'arpenteur George Goyder fonde en 1869 la ville aujourd'hui connue sous le nom de Darwin. En octobre 1870, le gouvernement sud-australien décide de construire une ligne télégraphique terrestre transaustralienne, reliant Port Augusta, sur la côte sud du continent, à la nouvelle colonie qui vient de s'établir dans le nord du pays. La ligne traverse ce qui est aujourd'hui Muckaty Station, avec des stations de répétition de signal construites à Powell Creek au nord et à Tennant Creek au sud. Au moment même où la ligne télégraphique est achevée en août 1872, l'industrie bovine commence à se développer dans le centre et le nord de l'Australie, notamment grâce au bail pastoral, un système qui prévoit la location par la Couronne britannique de terres lui appartenant à des éleveurs afin qu'ils puissent y faire pâturer leur bétail. Le premier bail dans le Territoire du Nord est accordé en 1872 et, en 1911, au moins 250 ont été conclus, représentant une surface de plus de 470 000 km2. Le bail pastoral de Muckaty est conclu à la fin du XIXe siècle. La propriété est entourée d'autres baux, notamment Powell Creek au nord, Helen Springs Station à l'est, ainsi que Philip Creek Station et Banka Banka Station au sud. Dans les années 1930, le gouvernement australien est préoccupé par l'état et le manque de développement de ces baux et mène deux enquêtes entre 1932 et 1938. Les récits de l'historien Ted Ling sur ces enquêtes ne font cependant aucune mention de Muckaty, qui n'est concerné par aucune des deux enquêtes.
Tout au long de l'histoire de l'élevage pastoral australien, les Autochtones constituent une partie importante de la main-d'œuvre. En 1928 par exemple, 80 % des Autochtones ayant un emploi sont employés dans les stations d'élevage, comme à Muckaty, et beaucoup vivent et voyagent à travers les baux pastoraux. La langue locale, le warlmanpa, est étudiée dans certaines publications à partir des années 1930, tandis que des anthropologues enregistrent la langue et la population de la région de Muckaty Station. Un seul enregistrement de la période répertorie à la fois Muckaty comme lieu et le warlmanpa comme langue. Un registre des quartiers aborigènes de l'État fait état de seulement trois adultes autochtones habitant Muckaty, contre près de cinquante à Banka Banka Station, à l'est. Cela reflète le fait qu'en 1940, « le pays Warlmanpa a été décimé ».
Dans les années 1940, le locataire-gérant de Muckaty est Fred Ulyatt. Les années 1940 marquent également un changement important dans l'infrastructure routière de la région. Un chemin de terre, aménagé pour desservir la ligne télégraphique à la fin du XIXe siècle, devient la Stuart Highway, traversant la partie orientale de Muckaty, et elle est transformée en route praticable par tous les temps à la fin des années 1940, avant d'être refaite avec de l'enrobé en 1944,. Les sources ne précisent pas qui loue le terrain entre la fin des années 1940 et 1982, date à laquelle le bail est détenu par James et Miriam Hagan. En 1988, la propriété est transférée à Hapford Pty Limited et Kerfield Pty Limited. Entre 1985 et 1987 a lieu la construction du gazoduc Amadeus (en), qui traverse Muckaty Station, transportant le gaz du champ gazier de Palm Valley dans le bassin d'Amadeus jusqu'à Channel Island, dans la banlieue de Darwin.

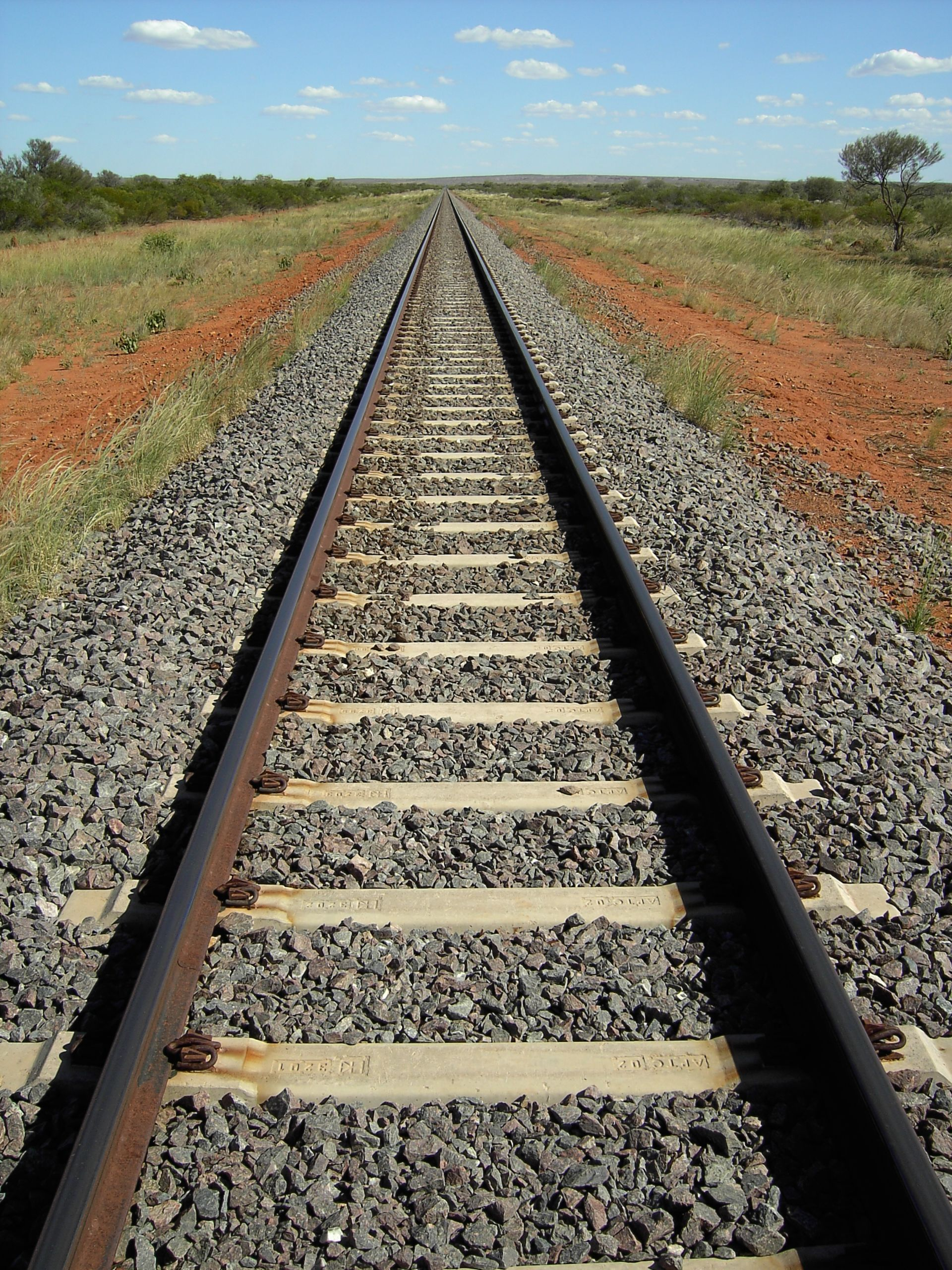
Le chemin de fer Adélaïde-Darwin, à proximité de Muckaty Station.

En 1991, l'élevage de bovins est repris par la Muckaty Aboriginal Corporation. L'entreprise se concentre sur la réhabilitation des terres, qui ont été dégradées par l'élevage d'un nombre excessif de bovins, et à la fin 1993, le nombre de têtes de bétail pâturant est réduit. Les exploitants pratiquent la rotation du bétail afin de préserver les terres, ce qui accroît la biodiversité. Le 20 décembre 1991, le Northern Land Council, organisme représentant les peuples aborigènes du Top End, dépose une réclamation revendiquant Muckaty Station au nom des propriétaires traditionnels aborigènes, en vertu de l'Aboriginal Land Rights Act de 1976. Les membres des sept groupes affirment que chacun est responsable de différents sites et rêves dans la région. En 1997, le commissaire aux terres aborigènes recommande que Muckaty soit restitué aux propriétaires traditionnels et en février 1999, le titre de propriété du terrain est officiellement restitué. Il y a à l'époque environ 400 propriétaires formels, sur un total de 1 000 personnes entretenant des liens traditionnelles avec la région. Certains vivent sur le terrain de la station, mais d'autres se trouvent ailleurs dans la région, notamment dans les localités voisines de Tennant Creek et d'Elliott. Le statut de propriété aborigène est accordé à Muckaty, un titre communal inaliénable qui ne peut être ni acheté ni vendu. Depuis 1997, le titulaire du bail pastoral, qui est aussi directeur de la station, est Ray Aylett,.
La ligne de chemin de fer reliant la ville d'Adélaïde à celle de Darwin, qui traverse la partie ouest de Muckaty Station, a été achevée début 2004.

## Géologie
La géologie de la région est dominée par le groupe de Tomkinson, une formation géologique comprenant des roches sédimentaires du Paléoprotérozoïque datant de plus de 1,6 milliard d'années. Le groupe de Tomkinson est composé de couches de grès grossiers et de conglomérats, avec une petite quantité d'argile et de siltite, déposés dans un environnement fluvial voire marin peu profond. Il existe également des roches basaltiques datant du Cambrien, notamment à proximité de la ferme proprement dite. Les terrains à l'est de la station forment un plateau pierreux faisant partie de la chaîne Ashburton. Les zones centrales sont plates et comprennent des cuvettes argileuses, tandis qu'à l'ouest se trouvent des crêtes pierreuses. La région est drainée par un ruisseau non permanent, Tomkinson Creek, et pourrait contenir des gisements de manganèse, le minéral ayant fait l'objet d'une extraction dans la mine Mucketty, juste à l'est de Muckaty Station, dans les années 1950 et 1960.

## Biodiversité
La région est semi-aride et la végétation est généralement de type fruticée. Muckaty Station se trouve à la limite de deux biorégions, celle de Tanami et celle du plateau de Sturt. La biorégion de Tanami est composée principalement de plaines sablonneuses végétalisées de chênes bootlace (Hakea lorea), de desert bloodwood du désert du genre Corymbia, d'acacias et de grevilleas, ainsi que de steppes de spinifex. La biorégion du plateau de Sturt comprend également des steppes de spinifex, mais avec un couvert de bloodwood.
La majeure partie de la faune de la région est typique des milieux désertiques. Les espèces qui y vivent sont notamment le kangourou roux, le wallaroo, l'onychogale du Nord et la souris sauteuse du spinifex, Notomys alexis. La souris Pseudomys johnsoni est également présente dans la région, et d'autres espèces de mammifères, comme la souris de Forrest, la souris du désert et l'échidné à bec court pourraient, selon les biologistes, vivre sur la propriété. Le territoire de la station pourrait également abriter des perruches nocturnes (Pezoporus occidentalis), une espèce en danger critique d'extinction. Une grande diversité de reptiles vit dans la région, notamment Ctenophorus isolepis gularis et le varan de Gould (Varanus gouldii flavirufus).

## Projet de site de stockage de déchets radioactifs

### Recherche d'une zone d'implantation
La recherche d'un site en Australie sur lequel stocker et éliminer les déchets radioactifs de faible et moyenne activité commence en 1980. Un processus public formel de sélection de sites, entamé en 1991, échoue finalement en 2004,. Le 7 décembre 2005, le gouvernement australien adopte une loi, le Commonwealth Radioactive Waste Management Act qui facilite l'implantation d'une installation de gestion des déchets radioactifs dans le Territoire du Nord. L'article quatre de la loi autorise le gouvernement australien à sélectionner des sites potentiels pour une telle installation, et trois sites dans le Territoire du Nord sont proposés dans le cadre de cette législation. À la suite des critiques formulées par le Northern Land Council, en décembre 2006, la loi est révisée pour permettre aux différents Land Councils de désigner eux aussi des sites potentiels pour une installation. En mai 2007, le Northern Land Council, au nom des propriétaires traditionnels du clan aborigène Ngapa, désigne une zone de 4 km2 au sein de Muckaty Station, dont les Ngapa ont la responsabilité traditionnelle, en lieu et place du site d'un kilomètre carré initialement examiné. En septembre 2007, le gouvernement accepte la proposition, portant à quatre le nombre total de sites possibles,. Le gouvernement du Territoire du Nord s'oppose à la candidature, mais ne parvient pas à l'empêcher.
Une enquête parlementaire et des reportages dans les médias, indiquent que les propriétaires traditionnels autochtones de Muckaty Station sont divisés sur l'approbation ou non de ce projet accueillant des déchets radioactifs. Certains membres du clan Ngapa sont favorables à l'accueil de l'installation, tandis que d'autres propriétaires traditionnels de Muckaty s'y opposent,,. Des membres du clan Ngapa figurent parmi ceux qui ont signé une pétition s'opposant à l'installation. La politologue Rebecca Stringer critique l'approche du gouvernement fédéral concernant le choix de l'emplacement du site, arguant qu'elle porte atteinte à la souveraineté et au contrôle des propriétaires autochtones sur leurs terres ancestrales. Des organisations environnementales, ainsi que les Verts australiens, s'opposent à cette utilisation du site.
En 2009, le gouvernement australien reçoit le rapport de la société de conseil Parsons Brinckerhoff sur la désignation potentielle de Muckaty Station comme l'un des quatre sites possibles pour la gestion des déchets nucléaires dans le territoire du Nord. Le rapport est publié en 2009. En février 2012, le site de Muckaty Station devient le seul encore envisagé par le gouvernement.

### Action en justice et abandon du projet
En 2010, Mark Lane Jangala et d'autres propriétaires traditionnels autochtones chargent les cabinets d'avocats Maurice Blackburn, Surry Partners et l'avocat Julian Burnside d'entamer des poursuites judiciaires contre le Northern Land Council et le gouvernement australien devant la Cour fédérale d'Australie. Ils souhaitent mettre fin au processus de choix de Muckaty Station comme site de stockage de déchets nucléaires,. Selon un article de juin 2012 dans le journal The Age, certains propriétaires autochtones disent n'avoir jamais été consultés, tandis que d'autres n'auraient pas été suffisamment écoutés et affirment n'avoir jamais été en faveur de cette décision,. L'examen de l'affaire par la Cour fédérale doit commencer début 2013, sous l'autorité du juge Tony North, déjà chargé de l'affaire du Tampa (en), un cargo chargé de migrants afghans dont l'accostage avait été refusé par le gouvernement australien. Le tribunal ne commence toutefois à traiter l'affaire que le 2 juin 2014 et le procès doit alors durer cinq semaines. Cependant, le 18 juin, le Northern Land Council retire de lui-même Muckaty Station des lieux désignés pour le projet, dans le cadre d'un règlement juridique à l'amiable entre les parties. Le gouvernement australien indique qu'une période de trois mois aura lieu pendant laquelle le Northern Land Council et les propriétaires traditionnels autochtones pourront déterminer s'ils souhaitent désigner un autre site pour la décharge ailleurs à Muckaty Station.
Finalement, le projet est annulé en raison de la forte opposition des propriétaires autochtones et l'uranium reste stocké sur le site provisoire de Lucas Heights, bien que d'autres projets soient toujours à l'étude, eux aussi contestés,.